# Asienspiele 1966/Badminton
Titelträger im Badminton wurden bei den Asienspielen 1966 in Bangkok in fünf Einzel- und zwei Mannschaftsdisziplinen ermittelt. Die Spiele fanden vom 9. bis 20. Dezember 1966 statt. Von den insgesamt 18 an den Spielen teilnehmenden Nationen fehlen Iran, Israel und Singapur in den Startlisten beim Badminton.

## Medaillengewinner
| Disziplin    | Gold | Silber                                                                                           | Bronze                                                                           |
| ------------ | --- | ------------------------------------------------------------------------------------------------ | -------------------------------------------------------------------------------- |
| Herreneinzel | Ang Tjin Siang | Wong Pek Sen                                                                                     | Masao Akiyama                                                                    |
| Herreneinzel | Ang Tjin Siang | Wong Pek Sen                                                                                     | Kyi Nyunt                                                                        |
| Dameneinzel  | Noriko Takagi | Sumol Chanklum                                                                                   | Tomoko Takahashi                                                                 |
| Dameneinzel  | Noriko Takagi | Sumol Chanklum                                                                                   | Minarni                                                                          |
| Herrendoppel | Tan Yee Khan Ng Boon Bee | Tjoe Tjong Boon Ang Tjin Siang                                                                   | Tan King Gwan A. P. Unang                                                        |
| Herrendoppel | Tan Yee Khan Ng Boon Bee | Tjoe Tjong Boon Ang Tjin Siang                                                                   | Charoen Wattanasin Sila Ulao                                                     |
| Damendoppel  | Minarni Retno Koestijah | Hiroe Amano Tomoko Takahashi                                                                     | Noriko Takagi Kazuko Goto                                                        |
| Damendoppel  | Minarni Retno Koestijah | Hiroe Amano Tomoko Takahashi                                                                     | Pratuang Pattabongse Pachara Pattabongse                                         |
| Mixed        | Teh Kew San Rosalind Singha Ang | Eddy Choong Tan Gaik Bee                                                                         | Wong Pek Shen Minarni                                                            |
| Mixed        | Teh Kew San Rosalind Singha Ang | Eddy Choong Tan Gaik Bee                                                                         | Tjoe Tjong Boon Retno Koestijah                                                  |
| Herrenteam   | Thailand Chavalert Chumkum Narong Bhornchima Raphi Kanchanaraphi Channarong Ratanaseangsuang Sangob Rattanusorn Sila Ulao Charoen Wattanasin | Malaysia Eddy Choong Khor Cheng Chye Billy Ng Ng Boon Bee Tan Yee Khan Teh Kew San Yew Cheng Hoe | Japan Masao Akiyama Ippei Kojima Takeshi Miyanaga Eiichi Sakai                   |
| Herrenteam   | Thailand Chavalert Chumkum Narong Bhornchima Raphi Kanchanaraphi Channarong Ratanaseangsuang Sangob Rattanusorn Sila Ulao Charoen Wattanasin | Malaysia Eddy Choong Khor Cheng Chye Billy Ng Ng Boon Bee Tan Yee Khan Teh Kew San Yew Cheng Hoe | Taiwan Ho Wan-ming Lin Chiung-chih Cheng Wen-chiao Huang Liang-en Shih Chin-piao |
| Damenteam    | Japan Hiroe Amano Kazuko Goto Noriko Takagi Tomoko Takahashi                                                                                 | Thailand Sumol Chanklum Boopha Kaenthong Pachara Pattabongse Pratuang Pattabongse                | Indonesien Retno Kustijah Minarni Nurhaena Tan Tjoen Ing                         |
| Damenteam    | Japan Hiroe Amano Kazuko Goto Noriko Takagi Tomoko Takahashi                                                                                 | Thailand Sumol Chanklum Boopha Kaenthong Pachara Pattabongse Pratuang Pattabongse                | Südkorea Kang Young-sin Lee Young-soon                                           |

## Ergebnisse

### Halbfinale
| Disziplin    | Sieger                          | Finalist                                 | Ergebnis           |
| ------------ | ------------------------------- | ---------------------------------------- | ------------------ |
| Herreneinzel | Ang Tjin Siang                  | Masao Akiyama                            | 15–2, 15–5         |
| Herreneinzel | Wong Pek Sen                    | Kyi Nyunt                                | 15–8, 15–3         |
| Dameneinzel  | Noriko Takagi                   | Minarni                                  | 11–1, 11–7         |
| Dameneinzel  | Sumol Chanklum                  | Tomoko Takahashi                         | 12–9, 8–11, 11–4   |
| Herrendoppel | Ng Boon Bee Tan Yee Khan        | Tan King Gwan Abdul Patah Unang          | 15–7, 15–9         |
| Herrendoppel | Ang Tjin Siang Tjoe Tjong Boon  | Charoen Wattanasin Sila Ulao             | 11–15, 15–7, 15–10 |
| Damendoppel  | Hiroe Amano Tomoko Takahashi    | Pachara Pattabongse Pratuang Pattabongse | 11–15, 17–16, 15–4 |
| Damendoppel  | Minarni Retno Koestijah         | Noriko Takagi Kazuko Goto                | 15–5, 15–11        |
| Mixed        | Eddy Choong Tan Gaik Bee        | Tjoe Tjong Boon Retno Koestijah          | 6–15, 17–16, 15–9  |
| Mixed        | Teh Kew San Rosalind Singha Ang | Wong Pek Sen Minarni                     | 3–15, 15–8, 15–6   |

### Finale
| Disziplin    | Sieger                          | Finalist                       | Ergebnis           |
| ------------ | ------------------------------- | ------------------------------ | ------------------ |
| Herreneinzel | Ang Tjin Siang                  | Wong Pek Sen                   | 5–3 retired        |
| Dameneinzel  | Noriko Takagi                   | Sumol Chanklum                 | 11–0, 11–4         |
| Herrendoppel | Ng Boon Bee Tan Yee Khan        | Ang Tjin Siang Tjoe Tjong Boon | 12–15, 15–8, 18–16 |
| Damendoppel  | Minarni Retno Koestijah         | Hiroe Amano Tomoko Takahashi   | 15–9, 15–6         |
| Mixed        | Teh Kew San Rosalind Singha Ang | Eddy Choong Tan Gaik Bee       | 18–13, 11–15, 15–5 |

## Medaillenspiegel
| Platz | Land        | Gold | Silber | Bronze | Gesamt |
| ----- | ----------- | ---- | ------ | ------ | ------ |
| 1     | Indonesien  | 2    | 2      | 5      | 9      |
| 2     | Malaysia    | 2    | 2      | -      | 4      |
| 3     | Japan       | 2    | 1      | 4      | 7      |
| 4     | Thailand    | 1    | 2      | 2      | 5      |
| 5     | Birma       | -    | -      | 1      | 1      |
|       | Taiwan      | -    | -      | 1      | 1      |
|       | Südkorea    | -    | -      | 1      | 1      |
| 8     | Ceylon      | -    | -      | -      | -      |
|       | Hongkong    | -    | -      | -      | -      |
|       | Indien      | -    | -      | -      | -      |
|       | Nepal       | -    | -      | -      | -      |
|       | Pakistan    | -    | -      | -      | -      |
|       | Philippinen | -    | -      | -      | -      |
|       | Südvietnam  | -    | -      | -      | -      |

## Referenzen
- http://eresources.nlb.gov.sg/newspapers/Digitised/Article/straitstimes19661221-1.2.156

- https://eresources.nlb.gov.sg/newspapers/Digitised/Article/straitstimes19661220-1.2.132

- https://eresources.nlb.gov.sg/newspapers/Digitised/Article/straitstimes19661219-1.2.113.3.1